# Wiktorija Markowna Iwlewa

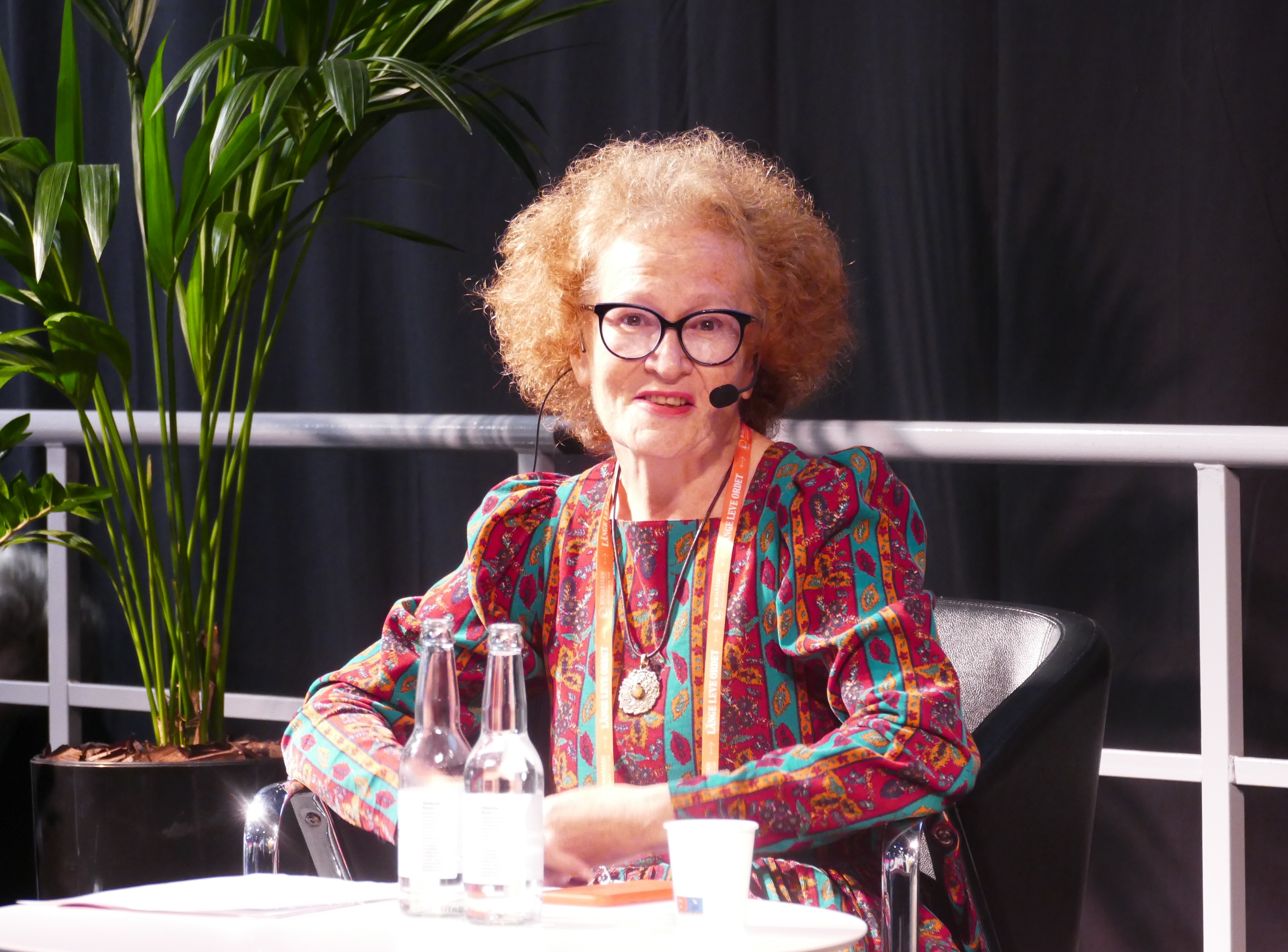
Wiktorija Markowna Iwlewa

Wiktorija Markowna Iwlewa (russisch Виктория Марковна Ивлева, * 1. Juni 1956 in Leningrad) ist eine russische Fotografin, Journalistin und Aktivistin.

## Biografie
Sie schloss ein Studium an der Fakultät für Journalismus an der Lomonossow-Universität Moskau ab und arbeitete mehrere Jahre bei der Nowaja gaseta.
In den späten 1980er und frühen 1990er Jahren arbeitete sie in vielen Krisenregionen der zerfallenden UdSSR. Sie arbeitete in afrikanischen Ländern und Afghanistan und half verschiedenen internationalen humanitären Missionen. 1991 produzierte sie den Bericht „Wnutri Tschernobylja“ („In Tschernobyl“) und war damit die einzige Fotografin, die innerhalb des zerstörten Reaktors war. Für ihre Fotografien der Nuklearkatastrophe gewann sie 1992 den World Press Photo-Golden Eye Award in der Kategorie Wissenschaft und Technologie. Sie ist die einzige russische Frau, die diesen Preis erhalten hat.
Während dem Krieg in Ruanda 1994 hörte Iwlewa, dass die Regierung humanitäre Hilfe nach Ruanda schicken und dann russische Ehefrauen von Ruandern mit Flugzeugen evakuieren würde. Sie rief das Ministerium für Notsituationen an und fragte, wie sie dorthin gelangen könne. Diese Anfrage wurde zunächst abgelehnt, weil Frauen nicht dorthin geschickt werden sollten, weil es zu gefährlich sei. Ein Bekannter von Minister Schoigu setzte sie mit ihm in Verbindung und er erlaubte ihr darauf die Reise nach Ruanda.
2005 fand Iwlewas persönliche Ausstellung „Апофеоз войны“ („Apotheose des Krieges“) im Moskauer Museum für Moderne Kunst und 2010 in Tiflis statt. Sie wurde 2007 mit dem Preis des Journalistenverbandes Russlands und 2008 mit dem deutschen Gerd Bucerius-Preis ausgezeichnet. 2010 fand ihre Ausstellung „27 фотографий“ („27 Fotografien“) in Moskau und Nischni Nowgorod statt.
Im März 2014 war Iwlewa nach dem Euromaidan in der Ukraine und half, Menschen aus dem Krieg im Donbas zu evakuieren. Sie demonstrierte vor dem Gebäude der russischen Präsidialverwaltung für die Freilassung Oleh Senzows und brachte gefangenen ukrainischen Matrosen im Lefortowo-Gefängnis Essen. Im November 2021 wurde sie wegen einer Demonstration gegen die Schließung von Memorial von einem Moskauer Gericht zu einer Geldstrafe von 150.000 ₽ verurteilt. Im März 2022, nach Beginn des russischen Überfalls auf die Ukraine, reiste Iwlewa in das Land. In ihrer ersten Reportage ging es um Leben und Überleben in Kiew. Sie berichtete aus Butscha, nachdem die russischen Truppen abgezogen waren, aus Lyssytschansk und aus Charkiw. Außerdem engagiert sich Iwlewa bei Hilfsaktionen für die Evakuierung und Versorgung von Menschen im Donbas. Im Mai und Juli 2023 präsentierte Iwlewa ihre Fotografien der Schlacht um Bachmut bei einer Ausstellung in der Ruhr-Universität Bochum.
Ihre Werke wurden unter anderem in Ogonjok, Moskowskije Nowosti, dem Spiegel, Le Figaro, The Guardian und The New York Times veröffentlicht.